# Sympycnus brevipes
Sympycnus brevipes är en tvåvingeart som beskrevs av Van Duzee 1933. Sympycnus brevipes ingår i släktet Sympycnus och familjen styltflugor. Inga underarter finns listade i Catalogue of Life.